# Castello Manservisi
Il Castello Manservisi è una dimora storica in stile neogotico e dalle sembianze di castello medievale, situata al centro del borgo di Castelluccio, nel comune di Alto Reno Terme, in Emilia-Romagna.
Ospita il Museo etnografico LabOrantes.

## Storia
Il complesso di Castelluccio era di proprietà della famiglia dei Nanni-Levera, nobili possidenti dell'Appennino che avevano fatto fortuna al servizio del cardinale Lambertini, futuro Papa Benedetto XIV.
Nel 1886 Alessandro Manservisi, assieme ad altri tre soci in seguito liquidati, acquistò il complesso e diede in via ad importanti lavori di ristrutturazione secondo la moda del tempo.
Al cantiere parteciparono abili scalpellini e maestri del ferro battuto a mano, che scolpirono e forgiarono grate, lampioni, mensole, anelli per legare cavalcature, ferramenta per infissi di legno.
Nella nuova dimora signorile i Manservisi organizzavano feste e ricevimenti nel periodo estivo, a cui partecipavano l'alta borghesia e la nobiltà bolognese e alcuni artisti dell'epoca, tra cui si segnala Alfredo Testoni.
Alla morte di Alessandro Manservisi, nel 1912, il complesso architettonico subì nuove trasformazioni per accogliere una colonia scolastica. Fu quindi rinnovato con terrazze e coperture, e ampliato, ad esempio con l'aggiunta degli spazi oggi adibiti a museo.

## Descrizione
Il castello è al centro del borgo di Castelluccio, situato a 810 m s.l.m. lungo il crinale tra il Monte Cavallo e il Monte Tresca, a dominare le vallate sottostanti.
Il complesso attuale rivela proporzioni e linee tipiche di quell'architettura romantica che fu di moda nell'ultimo trentennio del XIX secolo e agli albori del Novecento, quando venne pesantemente rimaneggiato in stile neogotico, con l'aggiunta di torri, portici e archi a sesto acuto.
All'interno si scoprono lo scalone affrescato, sale e saloni ancora arredati e stufe in maiolica colorata. Nei sotterranei sono presenti alcune grotte. Nella Sala degli "arazzi" sono esposte otto tele a trama grossa realizzate a inizio Novecento da Giacomo Lolli (1857-1930). Le tele, restaurate, raffigurano degli arazzi a trompe-l'œil.
L'antica casa Nanni, che precedeva la costruzione del castello, venne usata come scuderia.

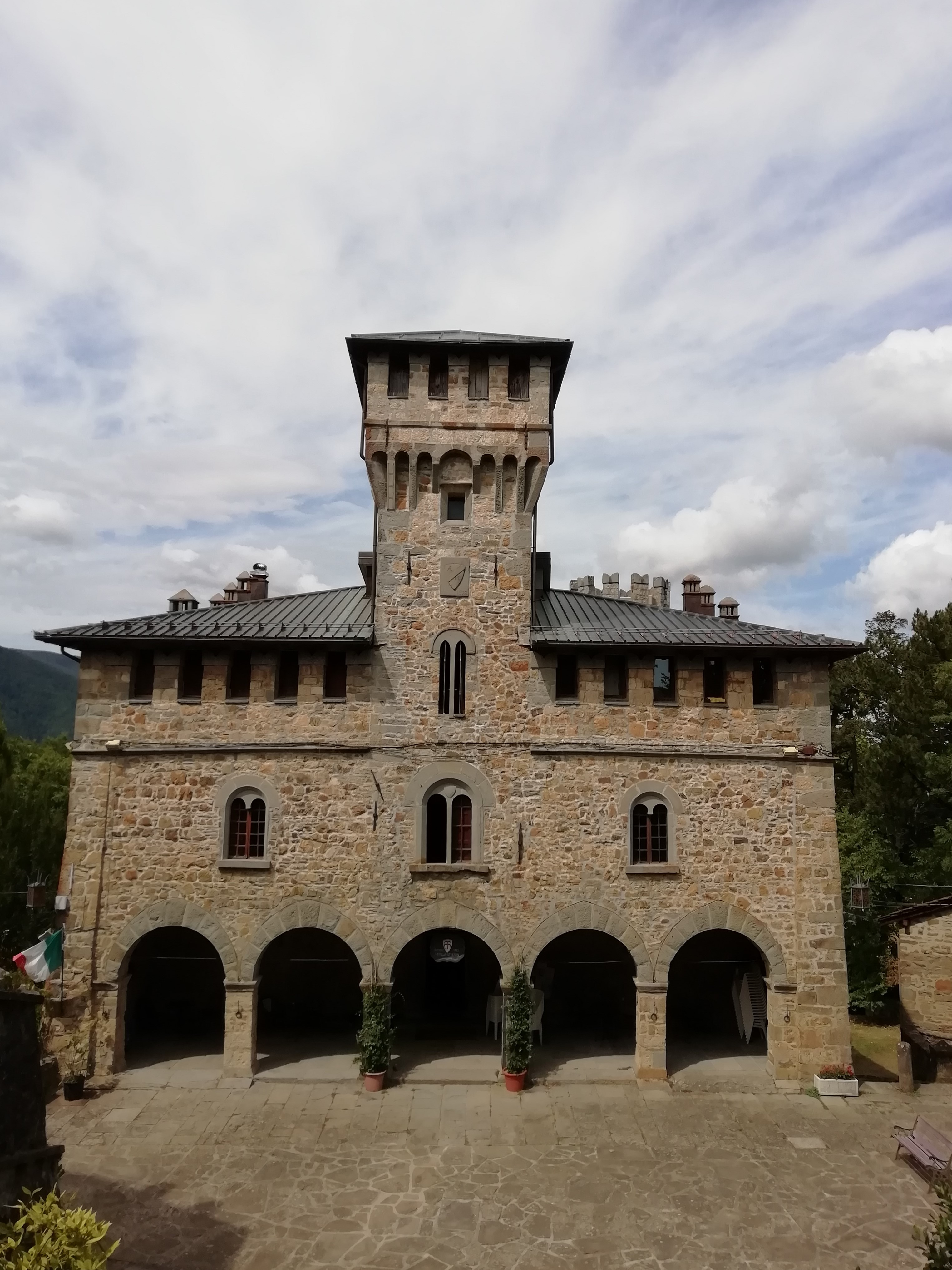
Il castello (lato nord ovest)
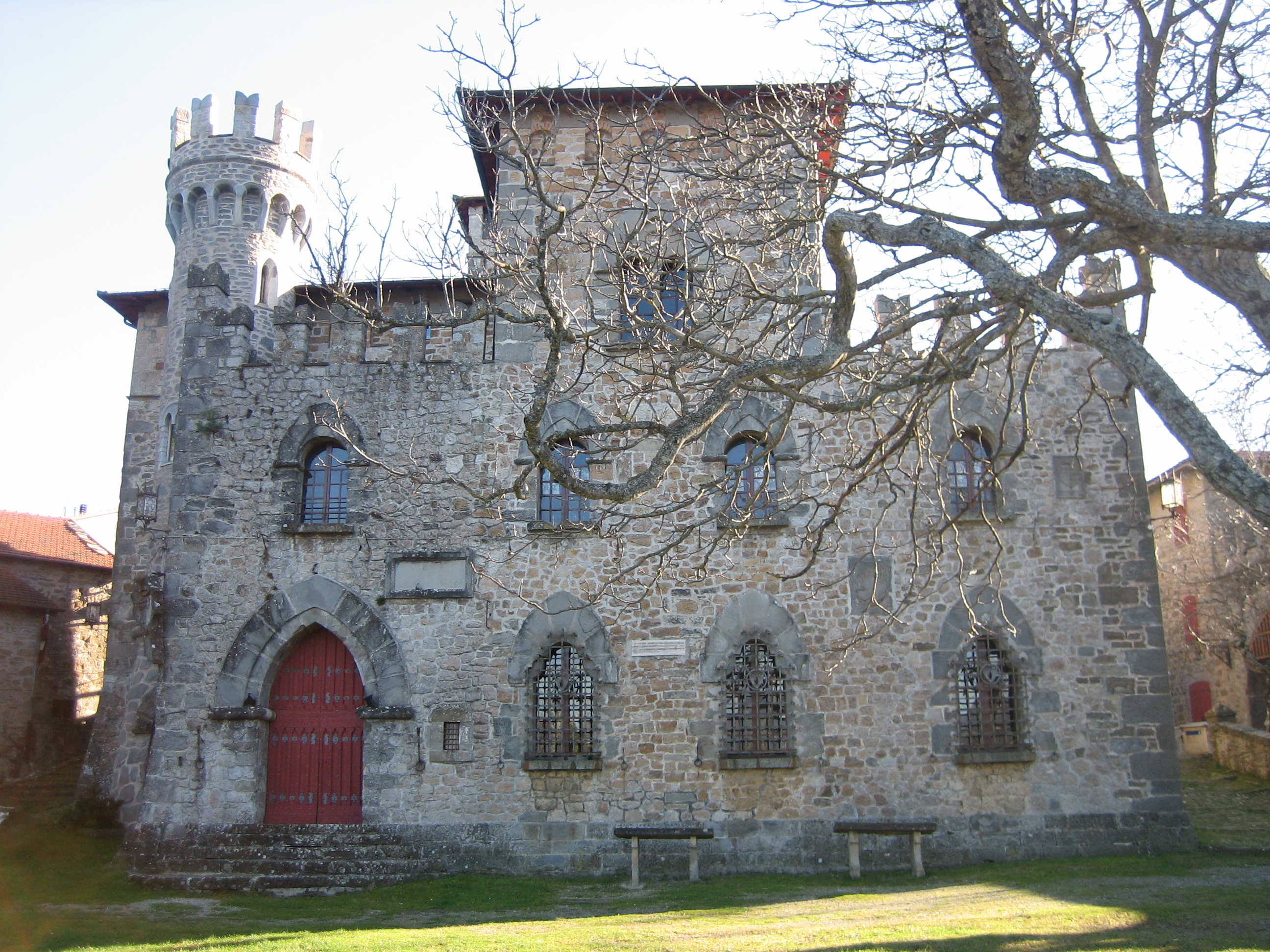
Il castello (lato sud est)
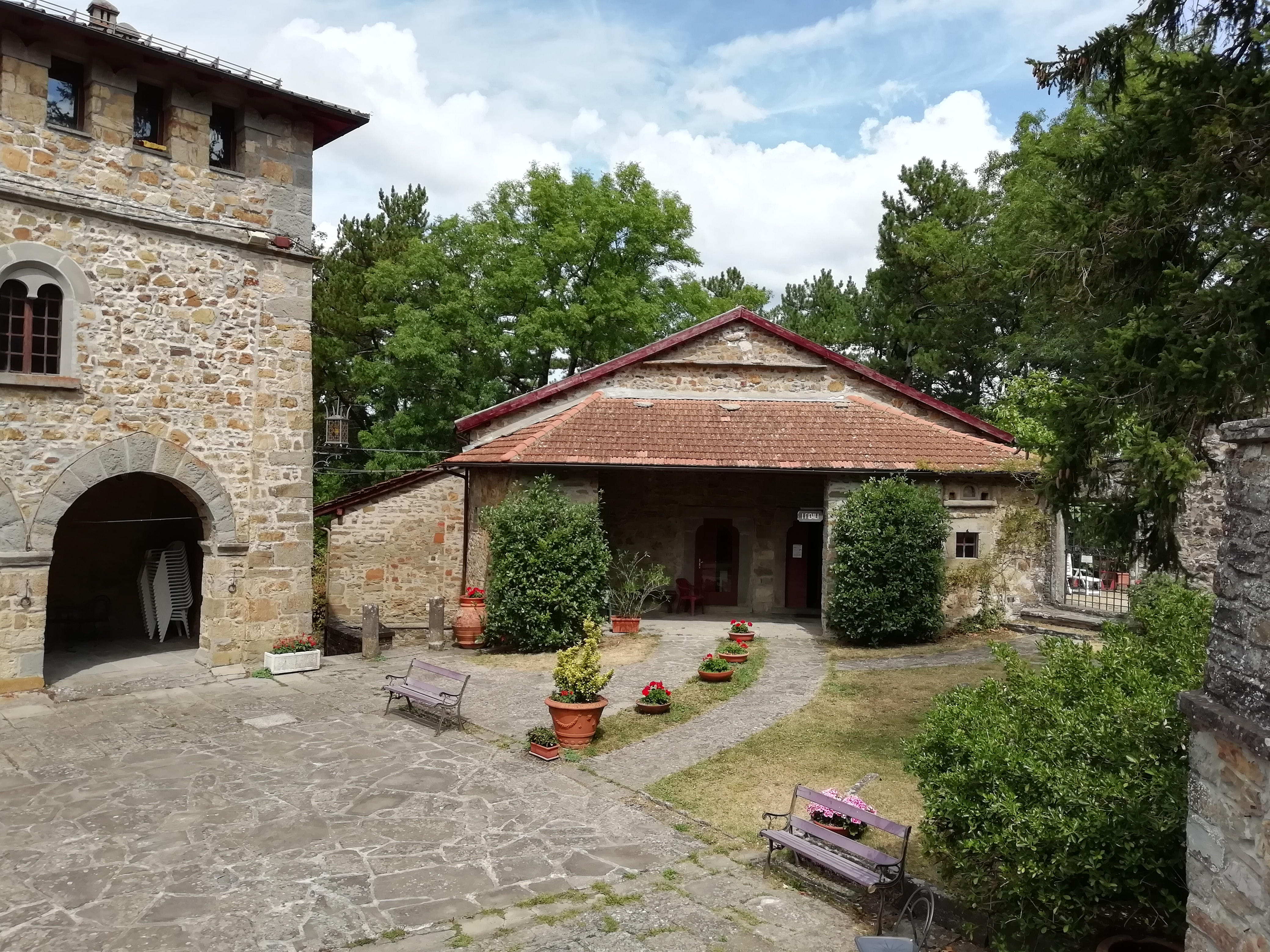
Scuderia (ex casa Nanni)
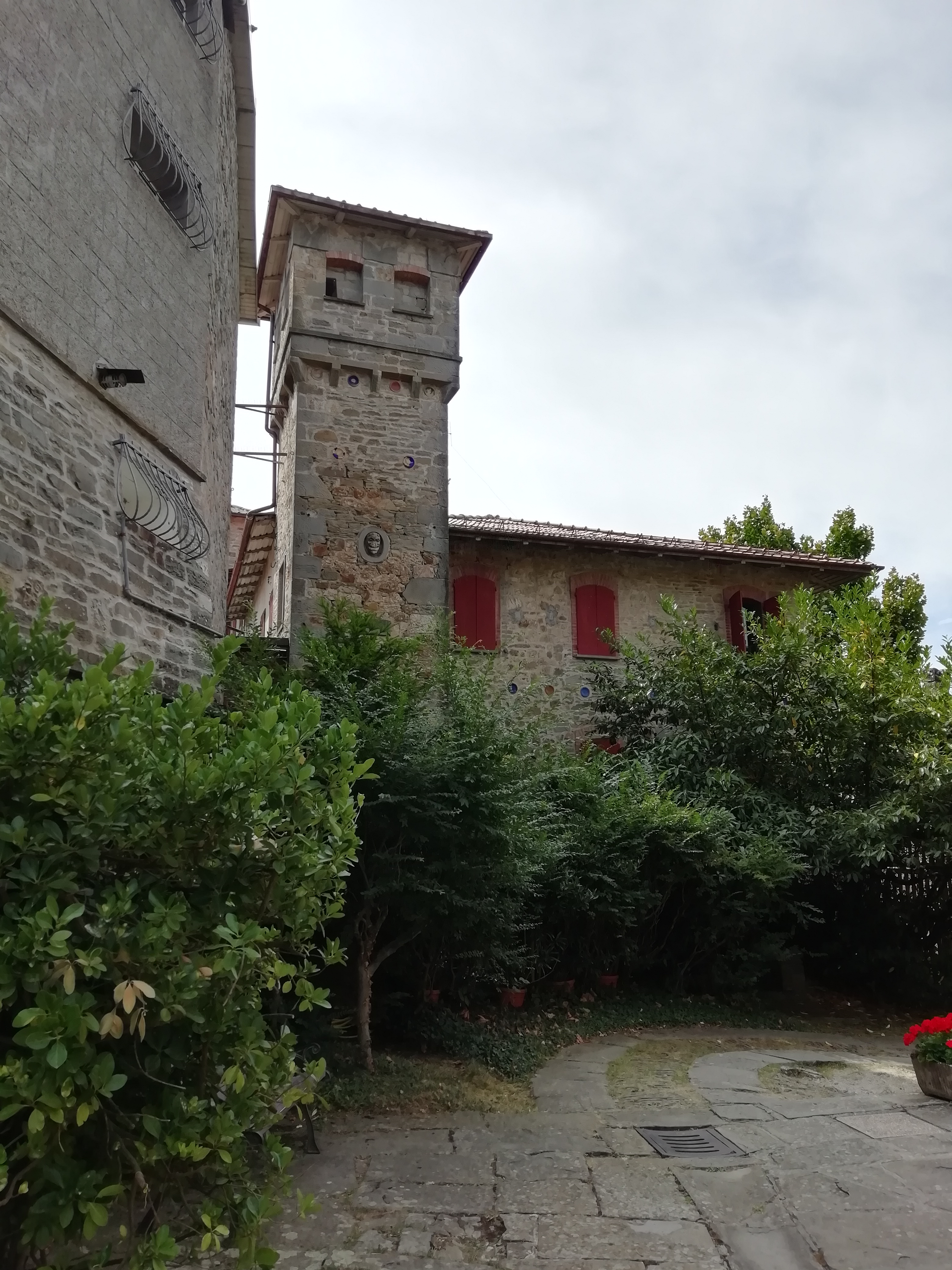
Colonia
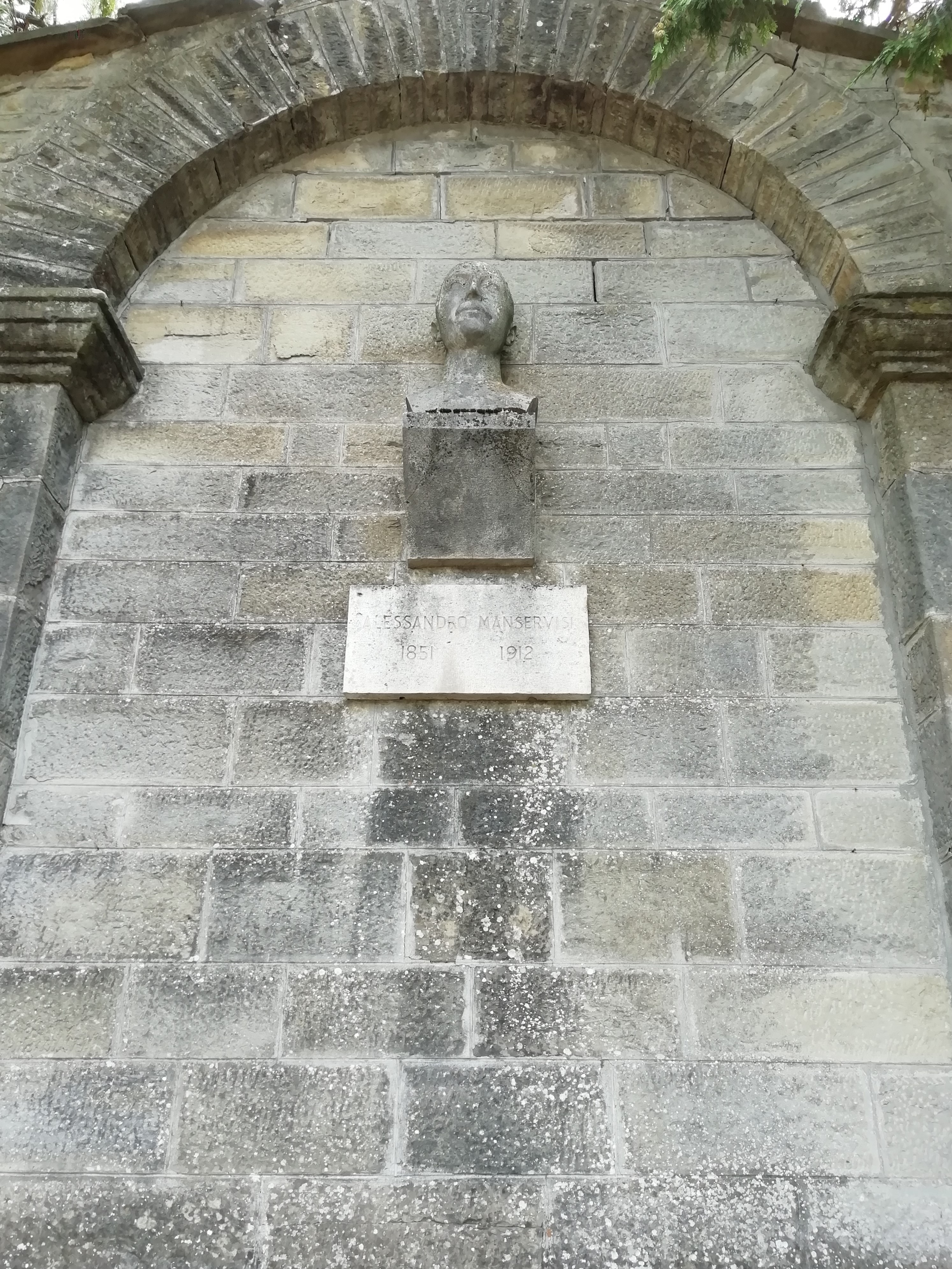
Busto di Alessandro Manservisi all'apice della scalinata monumentale

## Museo etnografico LabOrantes
Il museo etnografico LabOrantes occupa un'intera ala del castello e si articola in 26 sale, affermandosi come il museo più grande dell'Appennino bolognese.
Il museo documenta la vita della comunità dell'Appennino bolognese, conservando oggetti e strumenti legati alla cultura montanara e alle attività della tradizione, ormai abbandonate a seguito dell'urbanizzazione e dei cambiamenti nello stile di vita nel corso del Novecento. L'esposizione, nata grazie all'iniziativa della Pro Loco, si è arricchita successivamente di materiali donati dagli stessi abitanti.

### Percorso museale
Il percorso museale è articolato in due sezioni: la prima, quella etnografica, raccoglie ed espone oggetti della tradizione, dell'attività artigianale e della vita domestica. In particolare, è stato ricostruito l'ambiente della cucina, in cui sono esposti gli strumenti per la raccolta delle castagne, capi d'abbigliamento d'epoca e rudimentali sistemi d'illuminazione.
La seconda sezione invece espone arredi sacri ed oggetti liturgici provenienti dall'Oratorio parrocchiale di Castelluccio, dal Santuario della Madonna del Faggio e dal santuario della Madonna del Ponte. La raccolta si compone di tavolette votive, ex voto, libri, paramenti, abiti talari, addobbi religiosi e varie testimonianze di religiosità popolare. Di particolare interesse, si segnala un presepe del XVII secolo. L'esposizione è corredata da supporti informativi utili all'approfondimento dei contenuti trattati.

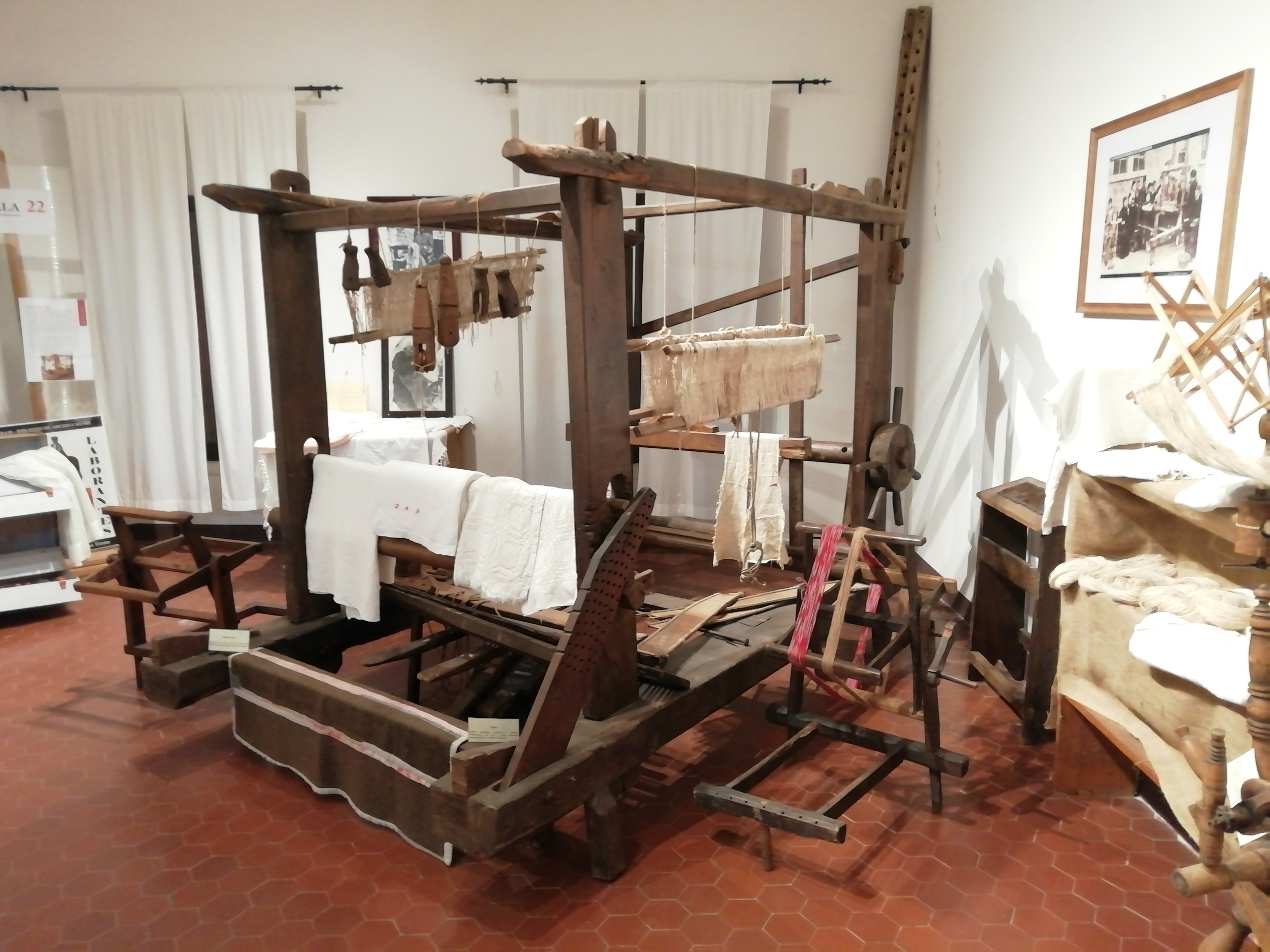
Antico telaio
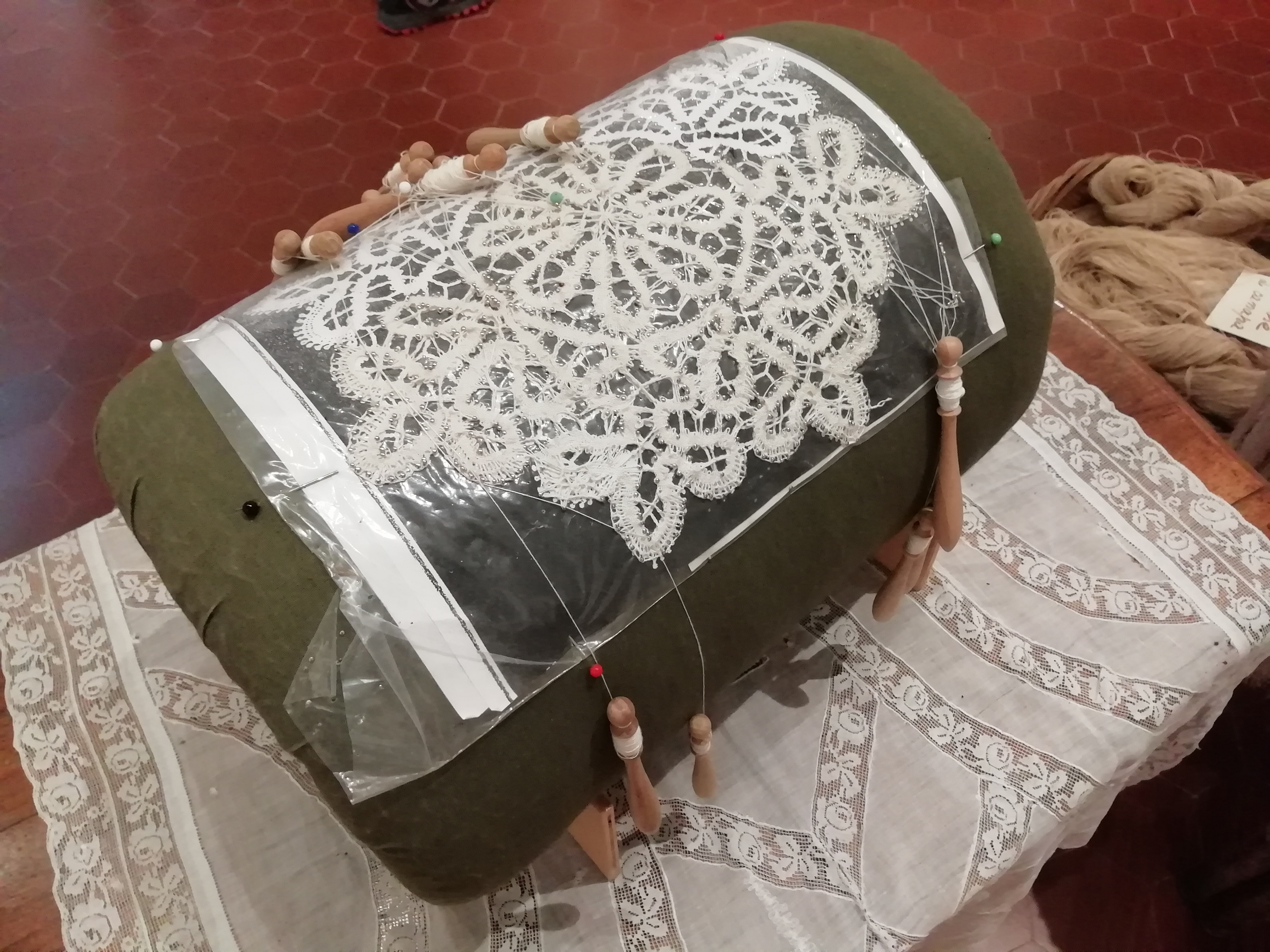
Tombolo
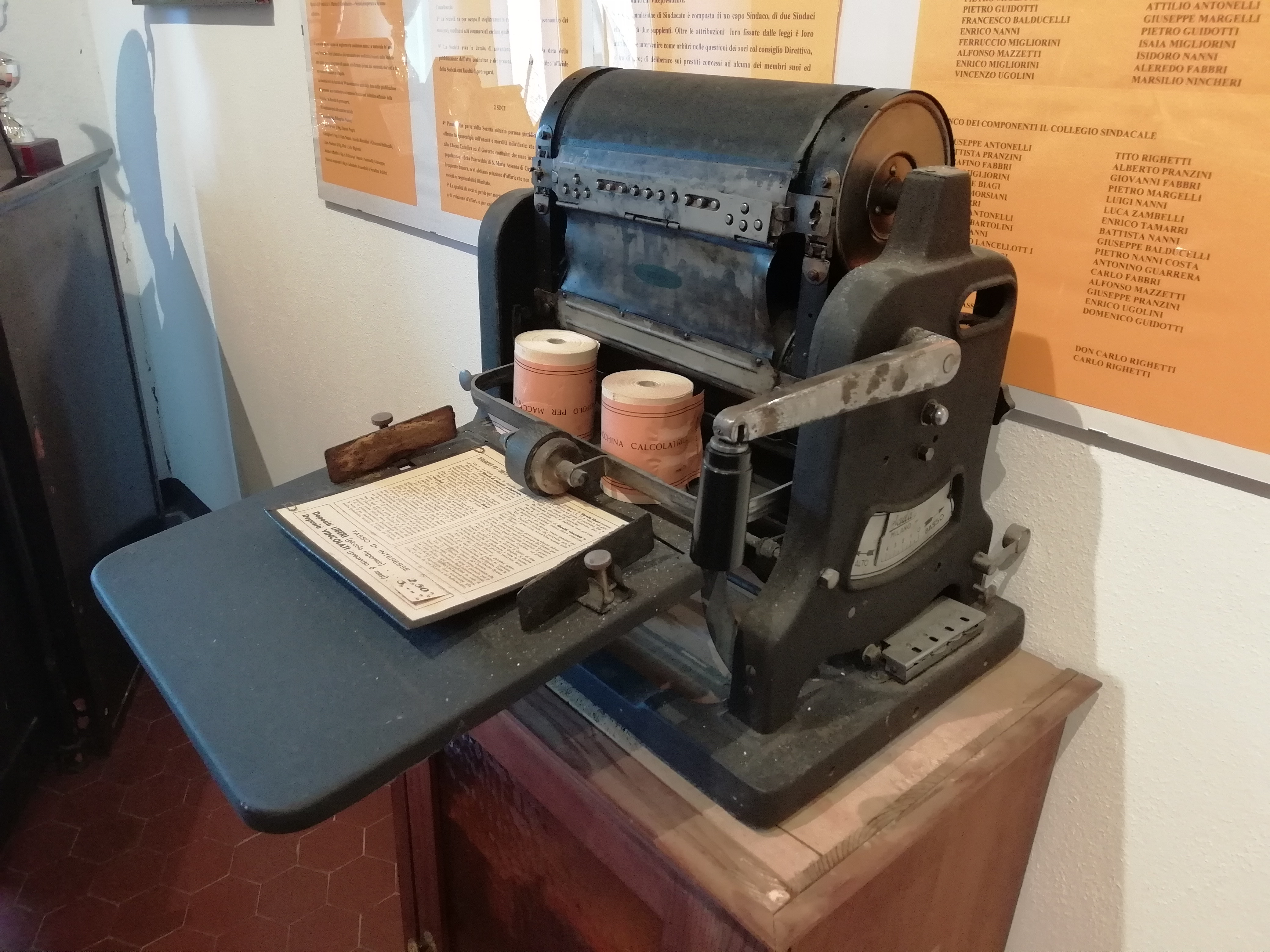
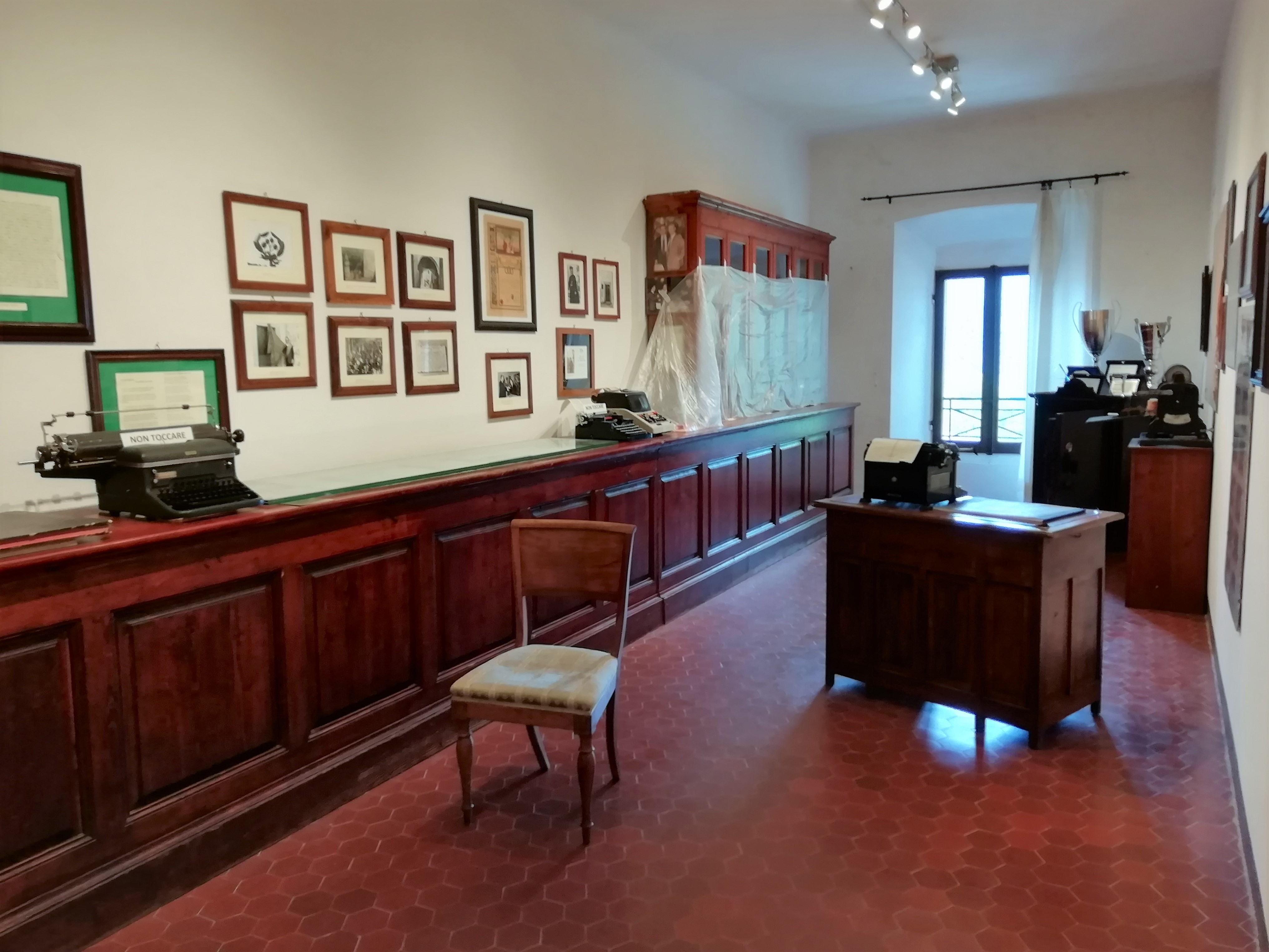